# Kurt Feldt
Kurt Feldt född 22 november 1887 i Schmentau nordost om Berlin död 8 mars 1970 i Berlin. Tysk militär. Feldt befordrades till generalmajor i februari 1940 och till general i kavalleriet i februari 1944. Han erhöll Riddarkorset av järnkorset i augusti 1941.

## Befäl
- 1. kavalleribrigaden november 1938  – oktober 1939
- 1. Kavallerie-Division oktober 1939 – december 1941
- 24. Panzer-Division december 1941 – april 1942
- militäradministrationen i sydvästra Frankrike juli 1942 – januari 1943
- militärbefälhavare i sydvästra Frankrike januari 1943 – augusti 1944
- Korps Feldt september – december 1944
- särskilda uppgifter för Wehrmacht i Danmark februari – maj 1945

Feldt var i krigsfångenskap maj 1945 – december 1947.